# Vámonos a marte
«Vámonos a marte» es una canción grabada por el cantante y compositor mexicano Kevin Kaarl. La canción fue escrita y producida por él mismo. Fue lanzada a través de YouTube el 10 de noviembre de 2018 como el primer sencillo de su primer álbum de estudio Hasta el fin del mundo.
La canción obtuvo más de 27 millones de visualizaciones en dicha plataforma, y más de 280 millones de reproducciones en Spotify. El sencillo logró posicionarse en el número 1 en el top 40 charts en Chile, y el número 57 del Youtube Top 100 Songs en México.

## Video musical
El video musical de «Vámonos a marte» fue lanzado el 10 de noviembre de 2018 en la plataforma digital YouTube, fue producido por él mismo y se trata de un vídeo lírico. Cuenta con más de 27 millones de reproducciones.

## Lista de canciones

### Descarga digital
| Vámonos a marte— Single |                   |          |  |
| N.º                     | Título            | Duración |  |
| 1.                      | «Vámonos a marte» | 2:59     |  |

## Listas

### Semanales
| País   | Lista                   | Mejor posición | Ref.  |
| ------ | ----------------------- | -------------- | ----- |
| Chile  | Top 40 Charts (Radio)   | 1              | [ 5 ] |
| México | Top 100 Songs (YouTube) | 57             | [ 6 ] |